# Walter Gründahl
Walter Gründahl (* 19. Mai 1949 in Schleswig) ist ein ehemaliger deutscher Tischtennisspieler und -funktionär. Er war Präsident des Deutschen Tischtennis-Bundes DTTB.

## Beruflicher Werdegang
Gründahl absolvierte in Göttingen und Kiel ein Jurastudium. Mitte der 1970er Jahre arbeitete er in einer Anwaltssozietät. 1989 wurde er als Notar zugelassen.

## Tischtennisspieler
Gründahl war Abwehrspieler. Er begann seine Laufbahn beim TSV Selk. Ab Ende der 1970er Jahre spielte er mit dem TTC Grünweiß Bad Hamm im Spitzenpaarkreuz in der Bundesliga. 1981 erreichte er mit diesem Verein das Endspiel der deutschen Pokalmeisterschaft. Im gleichen Jahr wechselte er zum TTS Borsum in die Zweite Bundesliga. Die weiteren Stationen waren TuS Vahr-Bremen (1982), MTV Itzehoe (1983/84), TSV Rudow (ab 1984) und RC Protesia Hamburg (ab 1994). Bei den Norddeutschen Meisterschaften siegte er 1983 im Einzel und im Doppel.

## Funktionär
Von 1991 bis 1993 war Gründahl Vorsitzender des DTTB-Sportgerichts. Am 1. November 1992 wurde er Generalsekretär im DTTB. Er löste Klaus Weber ab. In dieser Funktion arbeitete er am Entwurf des Lizenzspielerstatuts für Tischtennisspieler mit. Im Juni 1994 wurde er einstimmig als Nachfolger von Hans Wilhelm Gäb zum 9. DTTB-Präsidenten gewählt. 1996 trat er noch während der Europameisterschaft von diesem Amt zurück. Der Zeitpunkt dieses Rücktritts wurde in Fachkreisen kritisiert, weil dadurch die Erfolge der deutschen Spieler in den Hintergrund traten. Sein Nachfolger wurde Hans Giesecke. Als dieser wegen vorausgegangener Streitigkeiten nicht mehr kandidierte, wurde Gründahl im September 1999 erneut zum Präsidenten gewählt. Dieses Amt bekleidete er bis Juni 2005, als er auf der Bundeshauptversammlung des DTTB nicht mehr kandidierte. Als Grund gab er „Meinungsverschiedenheiten mit dem Regionalverband Südwest und Differenzen im Präsidium“ an.
Zeitweise war er auch Mitglied des Schiedsgerichts im Europäischen Tischtennisverband ETTU.

## Privat
Gründahl ist verheiratet.